# Peter Kistler
Pour les articles homonymes, voir Kistler.
Peter Kistler , né à une date inconnue de la première moitié du XVe siècle et mort vers 1480 est un maître boucher et avoyer de Berne dont le mandat a été marqué par la querelle des seigneurs justiciers.

## Biographie

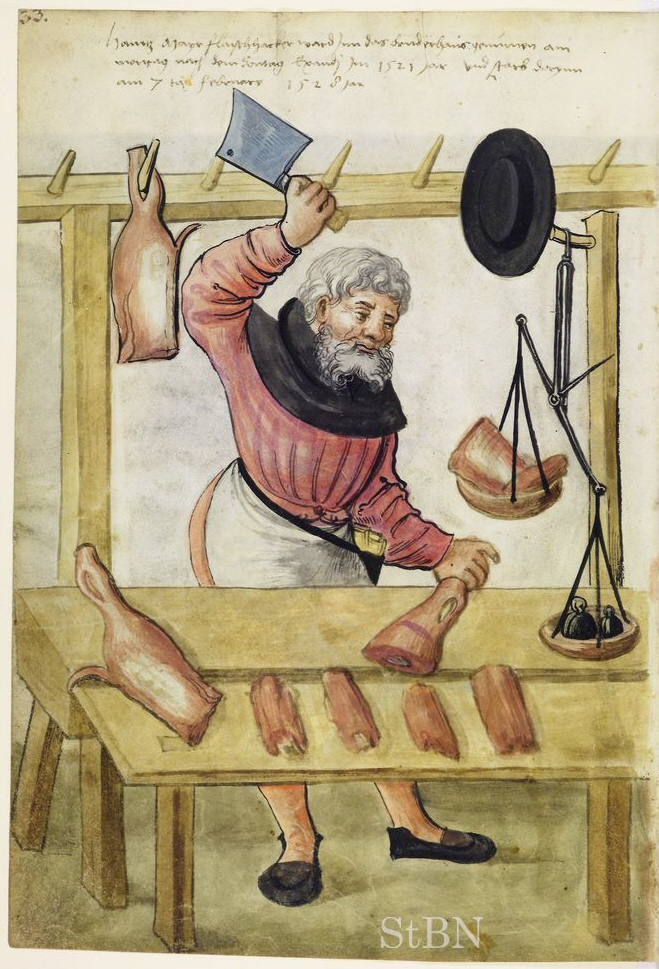
L'étal d’un boucher au début du XVI, à une époque postérieure d'un cinquantaine d'années à celle de l'exercice de ce métier à Berne par Kistler.

Kistler est membre du Grand Conseil à partir de 1440, devient bailli de Trachselwald en 1449, membre du Petit Conseil en 1452, maître de la corporation des bouchers (Zunftgesellschaft zu Metzgern (de)) en 1458 et avoyer (Schultheiss) en 1470. Il représente le canton de Berne à la Diète fédérale. Comme celui de beaucoup d’autres personnalités bernoises, son parcours est un bon exemple d'ascension sociale du XVe siècle. Bien qu'étant lui-même seigneur justicier (Twingherr) de Goldbach, il laisse dans l'histoire le souvenir d'un adversaire acharné des Twingherren et des nobles bernois dans l’affaire dite de la Twingherren Streit. Il tente d'évincer les magistrats établis afin de se hisser lui-même aux postes les plus élevés.
La figure traditionnelle de Peter Kistler présenté comme un maître boucher subversif est erronée. Comme beaucoup d'autres, Kistler était un notable qui, cependant, n'avait pas encore atteint le statut social qu’il visait. On peut s’en convaincre si l’on considère le parcours académique et spirituel de son fils Peter (mort en 1492), qui étudia à Bâle et à Paris, fut prévôt du monastère mauricien de Zofingen de 1476 à 1492 et doyen de la collégiale Saint-Vincent de Berne. Il est aussi Twingherr de Holligen pendant cinq ans, de 1487 à 1492.